# Tashfin ibn Ali
Tashfin ibn Ali, död 1145, var regerande amir av Almoravidernas rike 1143–1145.